# Шогирли
Шогирли (каз. Шөгірлі, до 2001 г. — Подхоз) — село в Туркестанской области Казахстана. Находится в подчинении городской администрации Арыса. Входит в состав Задарьинского сельского округа. Код КАТО — 511643700.

## Население
В 1999 году население села составляло 900 человек (460 мужчин и 440 женщин). По данным переписи 2009 года, в селе проживало 879 человек (477 мужчин и 402 женщины).